# Arctosa bakva
Arctosa bakva este o specie de păianjeni din genul Arctosa, familia Lycosidae. A fost descrisă pentru prima dată de Roewer, 1960.
Este endemică în Afghanistan. Conform Catalogue of Life specia Arctosa bakva nu are subspecii cunoscute.